# Burke & Hare
Burke & Hare é um filme britânico de comédia de 2010, vagamente baseado nos assassinatos de Burke e Hare. Dirigido por John Landis a partir de um roteiro original de Nick Moorcroft e Piers Ashworth, o filme é estrelado por Simon Pegg e Andy Serkis como William Burke e William Hare, respectivamente. Foi o primeiro lançamento de longa-metragem de Landis em 12 anos, sendo o último o Susan's Plan de 1998. O filme foi lançado no Reino Unido em 29 de outubro de 2010.

## Enredo
O filme se inicia em Edimburgo . Narração de Angus, o carrasco explica como os cadáveres dos enforcados são transportados para o Dr. Robert Knox para dissecação. O rival de Knox, Dr. Alexander Monro , quer o fornecimento constante de cadáveres, mas é forçado a confiar nos membros decepados para a dissecação. O assistente de Monro, Charles Darwin, chega com uma carta contendo um estatuto determinando que todos os cadáveres a partir de então sejam enviados a Monro. Angus diz ao assistente de Knox, Patterson, a notícia. Patterson entrega a mensagem para Knox.
William Burke e William Hare , imigrantes de Ulster , tentam vender mofo de queijo como medicamento patenteado. Quando sua fraude é descoberta, eles fogem para uma pousada de propriedade da esposa de Hare, Lucky. Ela diz a eles que um dos inquilinos morreu. Burke e Hare têm que mover o corpo, no caminho para um drinque e Hare ouve de Fergus, um lacaio local do vilão Danny McTavish, que o Dr. Knox paga por cadáveres, especialmente agora que a demanda aumentou. Burke e Hare decidem vender o cadáver para Knox. Eles são forçados a quebrar a espinha do cadáver para encaixá-lo em um barril, a fim de contrabandear pela cidade. Burke e Hare apresentam o cadáver agora mutilado a Knox. Depois de alguma negociação, Knox concorda em pagar-lhes uma boa quantia de dinheiro por cada cadáver que trouxerem para dissecação. Além de usar cadáveres em palestras, Knox está tentando criar uma referência pictórica do corpo humano usando uma forma inicial de fotografia,
Burke e Hare tentam cavar covas para conseguir mais cadáveres, mas falham (desenterrando um longo esqueleto enterrado), então eles fogem perseguidos pela milícia, Burke é baleado na retaguarda. Voltando para a pousada, eles encontram Lucky bêbados e quase inconscientes. Lucky diz que está bebendo porque Joseph, outro hóspede da pousada, está perto da morte. Não querendo esperar pelo resultado, Burke e Hare sufocam Joseph e levam o corpo para Knox. Corada com dinheiro, Burke e Hare se vestem para uma noite em um pub. Lá eles encontram uma jovem ex-prostituta, Ginny Hawkins, que faz um trecho em voz alta de Macbeth. Os patronos a ignoram. Burke se apaixona à primeira vista e pergunta por que ela fez isso, e ela diz que é sua ambição se tornar uma atriz. Burke planeja usar seu dinheiro para financiar as ambições teatrais de Ginny, e Hare decide abrir uma funerária.
Hare chega em casa para descobrir que Lucky cozinhou para ele e está de bom humor, ele está desconfiado, então tem medo quando Lucky diz que sabe o que ele e Burke têm feito, mas surpreendentemente ela acha que é uma boa ideia e faz Hare dar a ela uma libra por cadáver, como um imposto entre marido e mulher.
Burke é sequestrado e empacotado em uma carruagem de cavalos por McTavish e Fergus, que já capturaram Hare. McTavish ameaça matá-los, a menos que lhe dê metade do dinheiro de Knox. Forçados a concordar, eles são então jogados da carruagem. Enquanto eles voltam para a pousada, eles planejam uma série de assassinatos para compensar suas perdas para McTavish. O povo de Edimburgo suspeita de todas as mortes na área, assim como o capitão de polícia Tom McLintock, da milícia. Faltam cartazes dos mortos e Burke começa a entrar em pânico, Hare diz que eles terminaram os assassinatos e vão para o negócio de funerárias.
McTavish sequestra Hare novamente e tenta extorqui-o restante do dinheiro. Pouco depois, McTavish aparece como o próximo cadáver de dissecação de Knox, ele é reconhecido e McLintock toma conhecimento. Ele investiga o Dr. Knox e descobre "fotografias" de todas as pessoas desaparecidas mortas e dissecadas, Knox diz a McLintock sobre Burke e Hare. McLintock prende Burke e Ginny, e Hare e Lucky, enquanto ambos os casais estão fazendo sexo. Na prisão, Burke está arrependido, mas Hare diz para ele não confessar ou todos eles, inclusive as mulheres, serão enforcadas. Enquanto isso, o procurador-geral e o reitor querem manter o escândalo fora das manchetes - isso arruinaria a reputação das faculdades de medicina de Edimburgo e o dinheiro que elas geravam. Eles coagem gentilmente McLintock em um negócio, fazendo dele um coronel, eles então queimam as fotos. McLintock diz aos prisioneiros que, se algum deles confessar os assassinatos, os outros serão libertados. Burke concorda em confessar se ele e Gina podem terminar o que estavam fazendo quando McLintock os prendeu.
Pouco antes do enforcamento de Burke, Angus o aconselha a falar se tiver alguma palavra final. Burke vê Ginny no meio da multidão e diz: "Eu fiz isso por amor".
O texto na tela sobre os créditos descreve o destino de todos os personagens da história, concluindo com uma imagem do esqueleto real de William Burke no Museu Anatômico da Universidade de Edimburgo .

## Elenco
- Simon Pegg como William Burke
- Andy Serkis como William Hare
- Isla Fisher como Ginny Hawkins
- Tom Wilkinson como o Dr. Robert Knox
- Tim Curry como Prof. Alexander Monro
- Jessica Hynes como afortunada
- Bill Bailey como Angus o carrasco
- Hugh Bonneville como Lord Harrington
- Allan Corduner como Joseph Nicephore Niepce
- Simon Farnaby como William Wordsworth
- David Hayman como Danny McTavish
- David Schofield como Fergus
- Ronnie Corbett como o capitão Tom McLintock
- Reece Shearsmith como sargento. McKenzie
- Christian Brassington como Charles
- Michael Smiley como Patterson
- Christopher Lee como Joseph Velho
- Jenny Agutter como Lucy
- Georgia King como Emma
- John Woodvine como o senhor reitor
- Steven Spiers como porteiro de McMartin
- Stephen Merchant como Holyrood Footman
- Paul Whitehouse como Gentleman bêbado
- Michael Winner como passageiro Gentleman
- Ray Harryhausen como médico distinto
- Seamus (Irish Wolfhound) como ele mesmo

## Produção

### Desenvolvimento
O Burke & Hare foi desenvolvido pela Ealing Studios , conhecida por produzir aclamados filmes de comédia , como Kind Hearts e Coronets e The Ladykillers . John Landis leu o roteiro, o que despertou seu interesse em fazer o filme. Landis queria que o filme fosse similar em estilo às comédias negras de Ealing, bem como aos filmes de Laurel e Hardy , descrevendo o retrato de Burke e Hare neste filme como um "malvado Laurel e Hardy".

### Escolha do Elenco
David Tennant foi originalmente escalado para o papel de William Hare, mas deixou a produção antes do início da fotografia principal ; ele foi substituído por Andy Serkis .
Muitos membros do elenco do Spaced aparecem, incluindo Simon Pegg , Jessica Hynes , Bill Bailey , Reece Shearsmith e Michael Smiley .
Três atores do filme de John Landis, An American Werewolf In London, aparecem: Jenny Agutter , David Schofield e John Woodvine .

### Filmando
As filmagens ocorreram em torno de Edimburgo  com algumas cenas também sendo filmadas em Stirling , Londres e em Knole em Kent, e também no Ealing Studios . O roteiro foi escrito por Piers Ashworth e Nick Moorcroft , que anteriormente escreveu St. Trinian's , também para Ealing, que foi a maior bilheteria do filme independente britânico dos últimos 10 anos.

Landis afirmou: 
Trabalhar em um revitalizado Ealing Studios será uma grande honra (...) Filmes como Kind Hearts e Coronets e The Ladykillers têm sido exemplos para mim ao longo dos anos, e espero honrar essa mistura de trevas e comédia novamente com Burke e Hare .
O primeiro trailer oficial do filme foi lançado em 5 de outubro de 2010. Foi exibido em alguns cinemas do Reino Unido antes de Paranormal Activity 2 .
Foi lançado em 29 de outubro de 2010.

## Recepção
- Rotten Tomatoes , relata que 33% dos 55 críticos entrevistados deram ao filme uma avaliação positiva; a classificação média foi de 4,8 / 10.[7]
- Metacritic classificou 46/100 baseado em 10 comentários.[8]
- Nathan Rabin do The AV Club avaliou B e chamou de "menor, mas bem-vindo, retorno" para Landis.[9]
- Neil Genzlinger do The New York Times descreveu-a como "uma comédia macabra".[10]
- Charles Gant, da Variety, chamou-a de "comédia amável e chiadora" que representa "um passo atrás da beira do abismo".[11]
- Ray Bennett do The Hollywood Reporter escreveu que é "desagradável tentar tirar sarro de assassinato." [12]